# Suicidal for Life
Suicidal for Life — шестой студийный альбом группы Suicidal Tendencies, выпущенный 7 июня 1994 года на лейбле Epic Records. Это последняя работа группы, участие в которой приняли басист Роберт Трухильо и гитарист Рокки Джордж, а также единственная работа с участием Джимми Деграссо на барабанах. Этот альбом получил смешанные отзывы и продавался не так хорошо, как предыдущие работы группы.

## Список композиций
| №                   | Название                   | Автор(ы)                       | Длительность |
| ------------------- | -------------------------- | ------------------------------ | ------------ |
| 1.                  | «Invocation»               | Мьюир, Джордж, Трухильо        | 0:59         |
| 2.                  | «Don't Give a Fuck»        | Мьюир, Кларк                   | 2:46         |
| 3.                  | «No Fuck'n Problem»        | Мьюир, Кларк                   | 3:31         |
| 4.                  | «Suicyco Muthafucka»       | Мьюир, Кларк, Джордж           | 4:27         |
| 5.                  | «Fucked up Just Right»     | Мьюир, Кларк                   | 4:58         |
| 6.                  | «No Bullshit»              | Мьюир, Джордж                  | 3:12         |
| 7.                  | «What Else Could I Do?»    | Мьюир, Кларк, Джордж, Трухильо | 5:59         |
| 8.                  | «What You Need's a Friend» | Мьюир, Кларк, Джордж, Трухильо | 3:55         |
| 9.                  | «I Wouldn't Mind»          | Мьюир, Кларк, Трухильо         | 4:22         |
| 10.                 | «Depression and Anguish»   | Мьюир, Кларк                   | 3:02         |
| 11.                 | «Evil»                     | Мьюир, Джордж                  | 3:43         |
| 12.                 | «Love vs. Loneliness»      | Мьюир, Кларк, Джордж           | 5:56         |
| 13.                 | «Benediction»              | Мьюир, Джордж, Трухильо        | 1:01         |
| Общая длительность: | Общая длительность:        | Общая длительность:            | 47:51        |

## Участники записи
- Майк Мьюир — вокал
- Рокки Джордж[англ.] — соло-гитара
- Майк Кларк[англ.] — ритм-гитара
- Роберт Трухильо — бас-гитара
- Джимми Деграссо — барабаны